# Homaxinella ensifera
Homaxinella ensifera är en svampdjursart som först beskrevs av Jean-Baptiste Lamarck 1815.  Homaxinella ensifera ingår i släktet Homaxinella och familjen Suberitidae. Inga underarter finns listade i Catalogue of Life.